# I LOVE YOU 愛の果ては?
『 I LOVE YOU 愛の果ては？』（原題:I Love You, You're Perfect, Now Change）は、日本で 2003年（初演）、2004年（再演）に上演されたミュージカルである。オフ・ブロードウェイで上演された、「I Love You, You're Perfect, Now Change」（脚本・作詞：Joe DiPietro、作曲：Jimmy Roberts.）を元に、日本版として上演された。
また、2011年と2014年に原題のままの公演名「I LOVE YOU, YOU'RE PERFECT, NOW CHANGE」での上演も行われている。

## 概要
原作の舞台はオフブロードウェイで1996年から2008年7月27日まで、計5003回公演を行い、オフブロードウェイで2番目にロングランしたヒットミュージカル。原題は「I Love You, You're Perfect, Now Change」（「愛してる、あなたは理想の人、さあ変わりなさい」の意味）。
2名の女優と2名の俳優が、さまざまな組み合わせで登場して、いろいろな男女の愛の形を演じた。素敵なミュージカルナンバー・ウィットに富んだ会話・切れ味の良いダンスと、ミュージカルの楽しさが満載された作品であった。
第1部は、出会って恋人となり、結婚するまで。第2部は結婚後。合計18話からなる舞台で、恋愛未満、恋愛中、恋愛後の人々と、彼らの周囲の人々が次から次へと登場する。アメリカンテイストの本格的な大人のコメディーで、きわどい表現も多い。
2003/2004年版公演の一部は平成16年度文化庁 本物の舞台芸術体験事業として行われた。
2003/2004年版の2名の女優は、元宝塚歌劇団 で雪組トップとして退団した絵麻緒ゆう と、劇団四季の看板女優であった堀内敬子の組み合わせとなった。
ミュージカルで可憐なヒロインを演じることの多かった堀内敬子にとっては、初めての本格的なコメディーであったが、終盤の一人芝居「ローズ･リッツの初めてのお見合いビデオ（The very first dating video of Rose Rits）」では、夫に逃げられて婚活を始めた中年女性を憐れに滑稽に演じ、たまたま観劇した三谷幸喜氏に高く評価された。
2014年版は男女6名のオムニバス作品でダブルキャストで上演予定。

## 曲目
| - Prologue - Cantata for a First Date - We Had it All - A Stud and a Babe - Single Man Drought - Why? 'Cause I'm a Guy - Tear Jerk - I Will Be Loved Tonight - Hey There, Single Gal/Guy - He Called Me - Cantata Reprise #1 - Wedding Vows | - Cantata Reprise #2 - Always a Bridesmaid - The Baby Song - Marriage Tango - On the Highway of Love - Waiting Trio - Shouldn't I Be Less In Love With You? - I Can Live With That - Epilogue - I Love You, You're Perfect, Now Change |

## 出演
2003/2004年版
- 川平慈英
- 絵麻緒ゆう
- 堀内敬子
- 戸井勝海

2011年版
- 米倉利紀
- 中川晃教
- 神田沙也加
- 白羽ゆり

2014年版
- 大月さゆ
- 大胡愛恵
- 北川理恵
- 田宮華苗
- 水野貴以
- 綿引さやか
- 麻田キョウヤ
- 荒田至法
- 金子大介
- 染谷洸太
- 高舛裕一
- 田村良太

## スタッフ
- 原作の脚本・作詞：Joe DiPietro 作曲：Jimmy Roberts.
- 2003/2004年版 演出：山田和也 訳詞：高橋亜子 音楽監督：八幡茂 上演台本：橋本二十四
- 2011年版 テレビ朝日
- 2014年版 演出：松本邦裕　音楽監督：村井一帆